# Никола Микић
Никола Микић (Краљево, 13. септембар 1985) бивши је српски фудбалер. Играо је на позицији одбрамбеног играча.

## Каријера
Фудбалом је почео да се бави у школи фудбала Бубамара у Краљеву, одакле је као 15-годишњак прешао у екипу београдског Обилића. Деби у сениорском фудбалу је имао у екипи Полицајца а затим је играо за још једног нижелигаша ФК Посавац из Бољеваца. Након тога неколико година игра за Раднички из Ниша у другом рангу такмичењу. Деби у суперлигашком фудбалу је имао у дресу Напретка из Крушевца, где је за сезону и по одиграо 47 суперлигашких утакмица. Крајем 2009. године прелази у Црвену звезду. Остао је у Звезди до краја уговора 2013. године. У време док је Роберт Просинечки био на месту шефа стручног штаба, био је један од најстандарднијих првотимаца, и до доласка Ненада Милијаша у лето 2012. носио је капитенску траку. Са Црвеном звездом је освојио два Купа Србије – 2010 и 2012. године. У јулу 2013. године прелази у турског друголигаша Манису. У турском клубу је провео наредне две сезоне, да би се у лето 2015. вратио у српски фудбал и потписао за ОФК Београд. Провео је једну полусезону у екипи ОФК Београда, да би се за други део сезоне преселио у грчки клуб АЕЛ Калони. Касније игра за ОФИ са Крита а затим и поново за турску Манису пре него што се у јулу 2018. године вратио поново у Србију и потписао за Вождовац. Две сезоне је наступао за Вождовац у Суперлиги Србије, да би у јулу 2020. прешао у прволигаша Графичар. Након полусезоне у екипи Графичара, Микић је завршио играчку каријеру.

## Трофеји

### Црвена звезда
- Куп Србије (2) : 2009/10, 2011/12.